# Грб општине Прешево
Грб се састоји од медаљона од полукружног облика са горње стране, у њему је постављена зграда Скупштине општине Прешево, испод се повезује троугласти облик у коме се кружно у средини налази полукружна орнаментика, плаве боје са пет звездица у њој (универзални симбол заједничког живота и плавентила грађана, испод тога је написано двојезично тимес фонтом име града Прешево. Такође унутар троугла су постављена два троугла, један црвене боје са црним шарама у њему који је постављен испод горње линије великог троугла и друге зелене боје које се налази на доњој страни троугла.